# Tove Lo
Ebba Tove Elsa Nilsson, med artistnamnet Tove Lo, född 29 oktober 1987 i Vikens församling i Höganäs kommun, är en svensk sångerska, låtskrivare och skådespelare. Sedan 2014 har hon släppt fem album, vilka nått högt på internationella hitlistor och belönats med ett halvdussin grammisar. Hon är känd för sin råa, grunge-påverkade syntpop och har omnämnts som "Sveriges mörkaste popexport". Under delar av 2010-talet var hon också den mest framgångsrika svenska musikartisten internationellt.

## Biografi

### Bakgrund
Tove Lo är dotter till företagaren Magnus Nilsson och psykologen Gunilla Nilsson Edholm. Hon är uppvuxen i Djursholm med sina föräldrar och en äldre bror.
Hon har sedan unga år skrivit lyrik och noveller. I tonåren började hon intressera sig för musik, och hon gick på Rytmus musikgymnasium i Stockholm. Samtidigt var hon under några års tid medlem av bandet Tremblebee.
Smeknamnet och artistnamnet Tove Lo fick hon av sin gudmor när hon var tre år, eftersom hon älskade lodjur.

### Låtskrivande
Efter gymnasiet fick Tove Lo arbete som sångare vid demoinspelningar. Hon började även få avsättning för sitt låtskrivande, bland annat med låtar för Icona Pop och Girls Aloud.
År 2011 upptäcktes hon som låtskrivare genom ett samarbete med Max Martin och dennes låtskrivarteam. Tove Lo noterades som låtskrivare till Warner/Chapell och ingår också i det svenska låtskrivarkollektivet Wolf Cousins. Hon har även skrivit låtar till artister som Zara Larsson, The Saturdays och Ellie Goulding. Hösten 2013 blev hon del av Max Martins låtskrivarstall.

### Tidig solokarriär
Tove Lo utgav hösten 2012 sin första singel, "Love Ballad". Hon släppte våren 2013 den andra, "Habits", en låt som året därpå skulle komma att hamna på tredje plats på USA:s Billboard-lista. Den 16 oktober 2013 utgavs den tredje singeln, "Out of Mind". År 2014 släppte hon även remixen på "Habits" i samarbete med Hippie Sabotage men med namnet "Stay High (Habits Remix)".

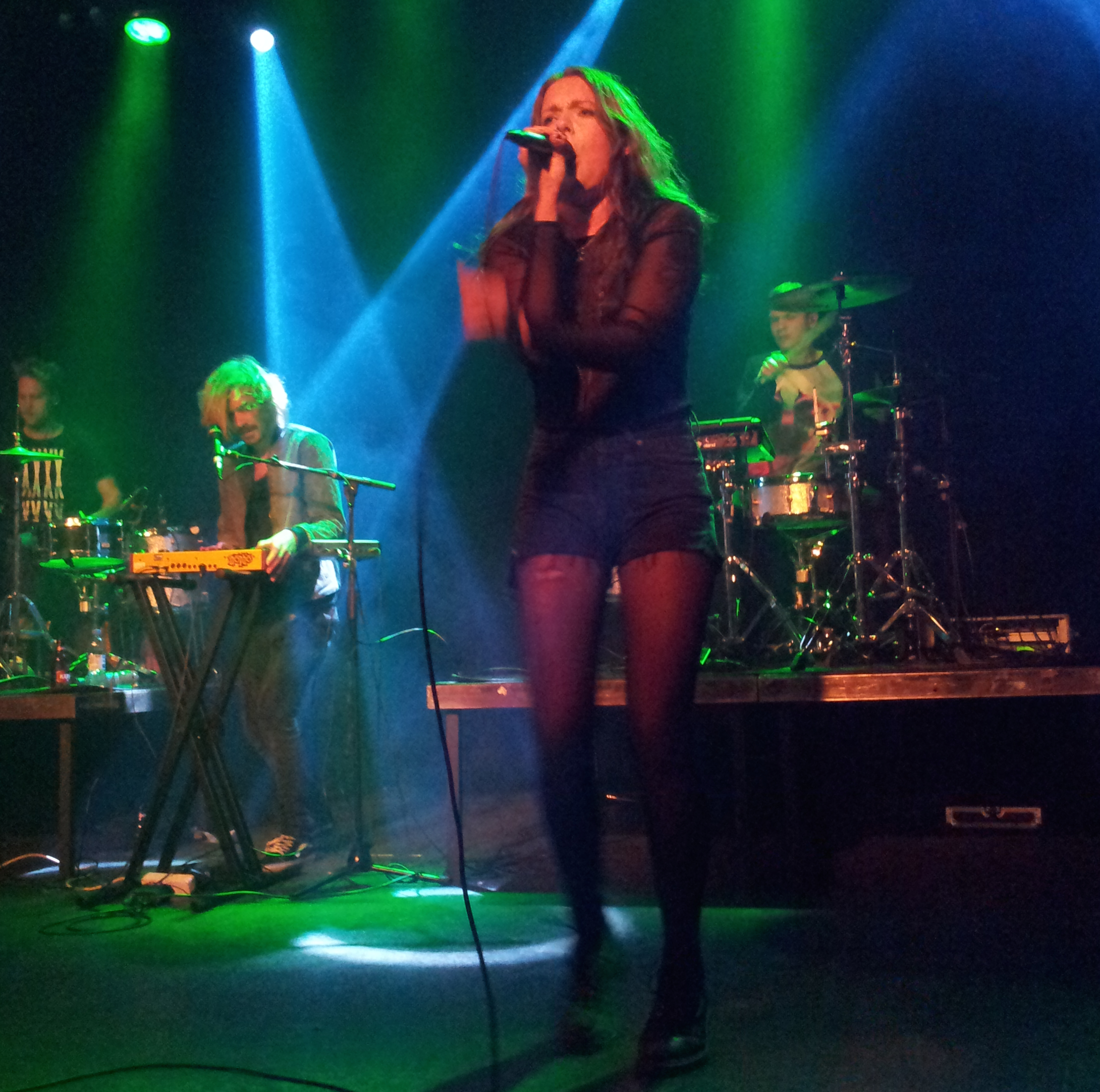
Tove Lo på Tavastia Club Helsingfors 2014.

Den 3 mars 2014 släppte hon sin första EP, Truth Serum. Den 30 september 2014 utkom hennes första LP, Queen of the Clouds.
Tove Lo uppträdde i På spåret i programmet som sändes den 24 januari 2014. Hon framförde låtarna "Fidelity" (av Regina Spektor) och "Fred" (av Mikael Wiehe).

### Resten av 2010-talet
Under 2014 hade Tove Lo även stora internationella framgångar. Bland annat listade Rolling Stone hennes hit "Habits" (som under året som bäst legat trea på Billboardlistan) som 2014 års 23:e bästa låt. Under senhösten samma år deltog hon i Katy Perrys konsertturné i Australien. Debutalbumet Queen of Clouds nådde Topp 20 på albumlistorna i både USA och Storbritannien, samt en miljard spelningar på Spotify; År 2016 belönades det med en platina-skiva i USA. Vid 2015 års svenska Grammis-gala fick hon pris både som Årets artist och för Årets låt – "Habits (Stay High)".
I februari 2016 släppte Tove Lo "Scars", den första singeln från musiken till långfilmen Allegiant. Senare under våren medverkade hon på den platina-belönade låten "Close" med Nick Jonas. Under hösten samma år återkom Tove Lo med sitt andra album – Lady Wood. Albumet toppade albumlistan i Sverige och nådde platina eller guld i Australien, Nya Zeeland och Sverige. Lady Wood beskrevs i recensioner som "popmusik på adrenalin", ett "lika personligt som kommersiellt popalbum med feministiska undertoner" och "en hyllning till den kvinnliga sexualiteten". I marknadsföringen för albumet ingick en specialtillverkad kortfilm med fem låtar från albumet, en film som tillfälligt plockades bort från Youtube på grund av sexuella inslag (inklusive onani under eftertexterna) och som senare har försetts med 18-årsgräns.

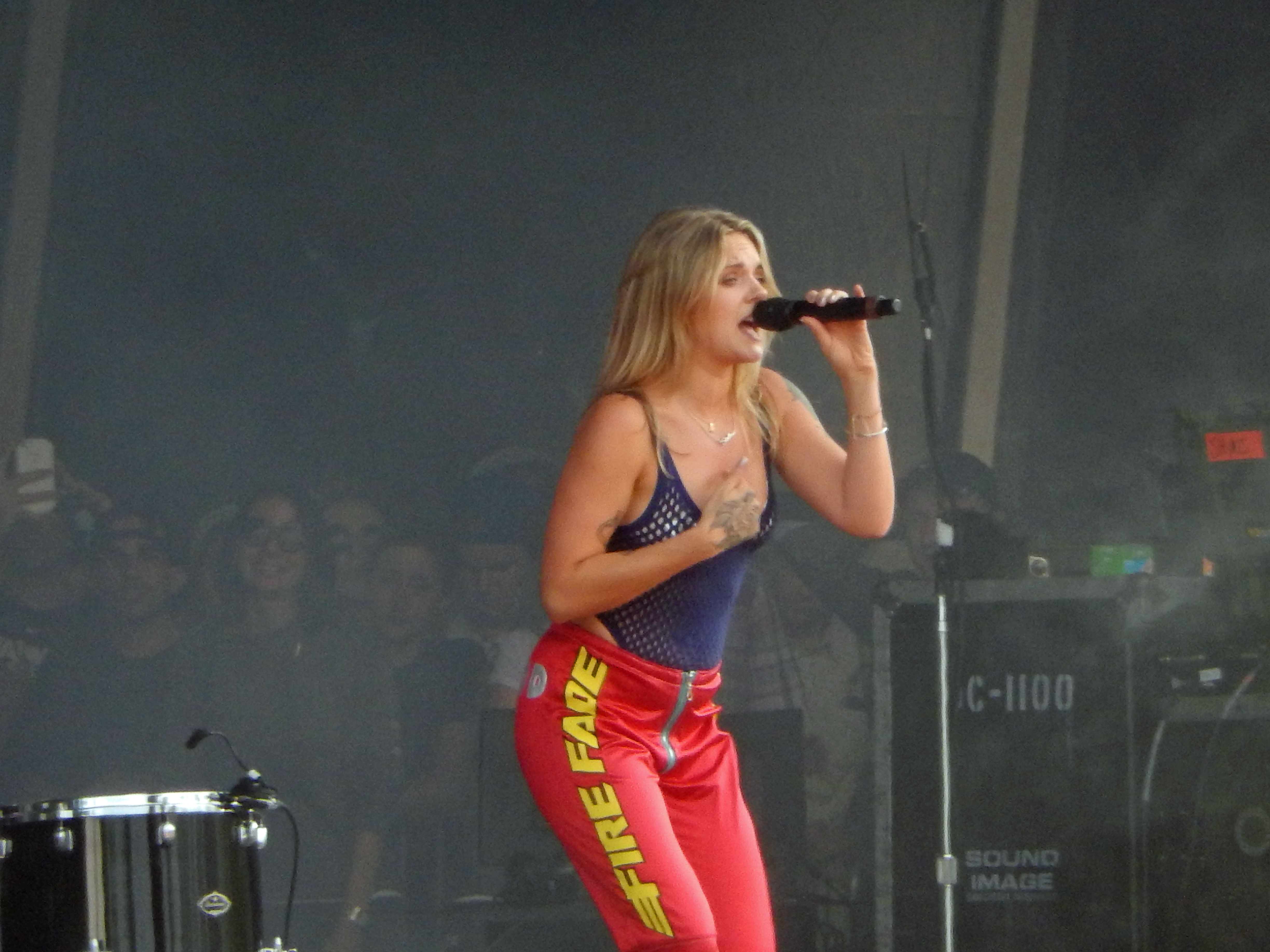
Tove Lo på Lollapalooza i Chicago 2017.

Under 2017 bidrog hon med låten "Lies in the Dark" till filmen Fifty Shades Darker och samskrev "Homemade Dynamite" till Lordes andra studioalbum Melodrama. Under året syntes hon även som öppningsakt under Coldplays europeiska och nordamerikanska turné.
Den 17 november släpptes Tove Los tredje studioalbum Blue Lips. Albumet beskrevs som en fortsättning på Lady Wood, i den ocensurerade och sexuellt explicita beskrivningen av letandet efter äventyr och passion. Albumets första singel blev "Disco Tits".
I maj 2019 föranmäldes det kommande, fjärde studioalbumet – Sunshine Kitty. Albumet släpptes i september, efter att bland annat ha presenterat singlarna "Glad He's Gone" och "Really Don't Like U". Den sistnämnda var ett samarbete med Kylie Minogue.

### 2020-talet och film
Tidigt 2020 släpptes "Bikini Porn", en singel hämtad från albumet Blue Lips. Låten hade skrivits tillsammans med Finneas. Ett par månader senare bjöd hon på "I'm Coming", en engelskspråkig cover på Veronica Maggios "Jag kommer". I maj samma år kom Paw Prints Edition of Sunshine Kitty, en nyutgivning av albumet med ovanstående låtar och den nya singeln "Sadder Badder Cooler".
År 2021 gjorde Tove Lo debut som skådespelare. Det skedde genom 2021 års version av Utvandrarna, där hon spelade Ulrika i Västergöhl; detta var samma roll som Monica Zetterlund hade i filmen från 1971. Hon har beskrivit rollfiguren som "horan från Ljuder", som är på jakt efter ett bättre liv och en chans att utveckla andra sidor av sig själv. Tove Lo har sett Ulrika som en stark personlighet som står upp för sig själv, och under inspelningen identifierade hon sig med Ulrika genom ett slags metodskådespeleri. Regissören Erik Poppe valde Tove Lo, i sitt letande efter unga svenska talanger inom andra konstarter, eftersom han tyckt sig se både kraft och stark integritet i hennes musikvideoframträdanden.
I februari 2022 kom singeln "How Long", som del av marknadsföringen av den andra säsongen av dramaserien Euphoria. Senare kom singeln "No One Dies From Love", den första utgåvan på Tove Los eget album Pretty Swede Records efter att ha haft skivkontrakt med Island Records sedan 2014. Båda låtarna hördes på Tove Los femte studioalbum Dirt Femme, som släpptes i oktober samma år. Där ingick även låten "2 Die 4", en sampling av 1969-hiten "Popcorn". På musikvideon till låtversionen "2 Die 4 (Scene 3)" syns hon vandrandes i en bergig halvöken klädd som Wonder Woman och med "storkukslugn" genom den strap-on-dildo hon har på sig. Musiken på albumet kretsar kring att förlora sig själv, kreativ frihet och kroppsuppfattning; Tove Lo skriver ofta låttexter om kroppspositivitet efter att som tonåring en tid ha haft ätstörningar.

## Stil, åsikter och inspiration
Tove Los musik har beskrivit som synt-, dans- och indiepop, och hon har jämförts med Kesha, Lorde, Robyn och Katy Perry. Hon har i sitt låtskrivande hämtat inspiration från Veronica Maggio, och i de raka och ocensurerade texterna lyfter hon ofta fram misslyckanden eller den "störda" delen av kärleken. Kylie Minogue, Lorde och Courtney Love har både inspirerat, inspirerats av och samarbetat med Tove Lo.
Hon har definierat sig som feminist och har kopplats samman med den sexpositiva rörelsen. För sitt album Lady Wood (som hon betecknat som ett feministiskt manifest) uppmärksammades hon för sin jakt på tillfredsställelse, på ett sätt som annars endast brukar förknippas med män. Hon hade 2018 tatuerat in en stiliserad vagina på sin ena arm. De tre albumtitlarna Lady Wood, Blue Lips och Sunshine Kitty är ordlekar med sexuell anknytning. På det förstnämnda albumet är omslaget inspirerat av albumet Sticky Fingers (albumtiteln handlar om att som kvinna kunna visa "stake"), det andra är en lek med begreppet "blue balls" (syftande på upphetsning som inte lett till ejakulation på ett tag) och det tredje en referens till begreppet "pussy power". Dirt Femme syftar på Tove Los egen femininitet, som hon med åren lärt sig att uppskatta.
Tove Lo har även i övrigt varit sexuellt frispråkig och utåtriktad i sitt musikskapande och vid scenframträdanden. Hon har inte dragit sig för att hångla med personer av samma kön i musikvideosammanhang, och på konserter har hon återkommande blottat brösten som del av scenshowen. I ett framträdande i TV4-programmet Idol smekte hon sig själv mellan benen, vilket väckte stor uppmärksamhet. Hon anser att det är orättvist att inte en kvinna kan få uttrycka sin sexualitet på det sätt hon vill.

## Privatliv
Den 26 juli 2020 meddelade Tove Lo på sin Instagram att hon och hennes partner Charlie Twaddle hade gift sig. Hon hade då i flera års tid bott i Los Angeles, och julen 2021 var den första på sex år som hon kunde tillbringa bland släktingar i Sverige. I Los Angeles har paret länge bott (exempelvis år 2020) tillsammans med tre vänner i ett kollektiv.
Hon är öppet bisexuell.

## Verk

### Diskografi

#### Album
- 2014 – Queen of the Clouds
- 2016 – Lady Wood
- 2017 – Blue Lips (Lady Wood Phase II)
- 2019 – Sunshine Kitty
- 2022 – Dirt Femme

#### EP
- 2014 – Truth Serum

#### Singlar
- 2012 – "Love Ballad"
- 2013 – "Habits"
- 2013 – "Out of Mind"
- 2014 – "Stay High (Habits remix)"
- 2014 – "Heroes (We Could Be)" med Alesso
- 2015 – "Talking Body"
- 2015 – "Timebomb"
- 2015 – "Fun" med Coldplay
- 2016 – "Desire" med Years & Years
- 2016 – "Say It" med Flume
- 2016 – "Close" med Nick Jonas
- 2016 – "Cool Girl"
- 2016 – "Influence" med Wiz Khalifa
- 2016 – "True Disaster"
- 2017 – "Disco Tits"
- 2018 – "Colorblind" med Karma Fields
- 2018 – "bitches" med Charli XCX, Icona Pop, Elliphant och ALMA
- 2018 – "Blow That Smoke" med Major Lazer
- 2018 – "Heart Attack" med Phoebe Ryan
- 2019 – "Win Win" med Diplo
- 2019 – "Diva" med Aazar och Swae Lee
- 2019 – "Glad He's Gone"
- 2019 – "Bad as the Boys" med ALMA
- 2019 – "Jacques" med Jax Jones
- 2019 – "Really Don't Like U" med Kylie Minogue
- 2019 – "Sweettalk My Heart"
- 2020 – "I'm Coming" (cover på Veronica Maggios "Jag kommer")
- 2020 – "Calling On Me" med Sean Paul
- 2021 – "Pressure" med Martin Garrix

### Filmografi
- 2021 – Utvandrarna

## Utmärkelser
- 2014 – Årets "Rookie Artist/Band" i musikpriset Denniz Pop Awards.
- 2015 – Årets nykomling 2014 på P3 Guldgalan.
- 2015 – Två grammisar för 2014 i kategorierna Årets artist och Årets låt ("Habits (Stay High)").[66]
- 2015 – Rockbjörnen för Årets genombrott.
- 2015 – Platinagitarren[67]
- 2018 – Två grammisar, för Årets pop och för Årets textförfattare.[68]
- 2023 – Två grammisar, för Årets album (Dirt Femme) och för Årets artist.[69]